# Anavia Battle
Pour les articles homonymes, voir Battle.
Anavia Battle (née le 26 mars 1999) est une athlète américaine, spécialiste des épreuves de sprint.

## Biographie
Battle se qualifie pour les Jeux olympiques de Tokyo sur 200 mètres via les Sélections olympiques américaines de juin 2021 en terminant troisième derrière Gabrielle Thomas et Jenna Prandini en signant son record personnel en 21 s 95. A Tokyo elle s'arrête en demi-finale du 200 mètres.
Elle débute la saison 2025 en battant son record personnel sur 100 mètres en avril avec 10 s 98, puis remporte les trois premiers meetings de la Ligue de diamant sur 200 mètres. 

## Records
| Épreuve | Temps   | Lieu        | Date          |
| ------- | ------- | ----------- | ------------- |
| 100 m   | 10 s 98 | Gainesville | 19 avril 2025 |
| 200 m   | 21 s 95 | Eugene      | 26 juin 2021  |